# Liechtensteinische Juristenzeitung
Die Liechtensteinische Juristenzeitung (LJZ) ist eine juristische Fachzeitschrift. Sie existiert seit 1980 im Fürstentum Liechtenstein.

## Herausgabe und Publikation LJZ
Die Liechtensteinische Juristenzeitung wird von der Vereinigung Liechtensteinischer Richter (VLR) seit 1980 herausgegeben und bildet auch deren offizielles Mitteilungsorgan. In der Liechtensteinischen Juristenzeitung sind liechtensteinspezifische Fachartikel und die Liechtensteinische Entscheidungssammlung (LES) enthalten. Neben den Fachartikeln werden auch Buchbesprechungen, insbesondere zu Veröffentlichungen in Deutschland, Liechtenstein, Österreich und der Schweiz, publiziert.
Die Liechtensteinische Juristenzeitung erscheint in der Regel viermal pro Jahr. Es werden teilweise auch Sonderausgaben oder Doppelnummern oder fünf Ausgaben pro Jahr publiziert. Seit 2007 ist eine Online-Version erhältlich.

## Liechtensteinische Entscheidungssammlung (LES)
Die Liechtensteinische Entscheidungssammlung (LES) als Teil der LJZ ist eine Zusammenfassung der wichtigsten Entscheidungen der liechtensteinischen Gerichte und Verwaltungsbehörden (es werden nicht alle Urteile im Volltext veröffentlicht). Es handelt sich bei der LES um eine amtliche Sammlung von Entscheidungen liechtensteinischer Gerichte und Verwaltungsbehörden, die im Auftrag der Liechtensteinischen Regierung publiziert wird.
Bis zum 31. Dezember 1977 hat die liechtensteinische Regierung selbst eine amtliche Entscheidungssammlung in unregelmäßigen Abständen veröffentlicht (sogenannte „Entscheidungen der Liechtensteinischen Gerichtshöfe“ – ELG).
Die in die LES aufgenommenen Entscheidungen werden von den jeweiligen Gerichten bzw. Gerichtshöfen ausgewählt und mit Leitsätzen versehen. Seit Juli 2010 werden die zu veröffentlichenden Entscheidungen von der Redaktion, die aus hauptamtlichen Richtern besteht, ausgewählt und mit Leitsätzen versehen.

## Vereinigung Liechtensteinischer Richter (VLR)
Die Vereinigung Liechtensteinischer Richter ist ein Verein liechtensteinischen Rechts, der nicht auf Gewinn ausgerichtet ist und wurde am 21. Februar 1979 gegründet. Am 18. Mai 1979 fand die konstituierende Hauptversammlung des Vereins statt. Sitz in Vaduz. Der Zweck des Vereins ist:
- die Förderung der Rechtspflege und der Rechtsstaatlichkeit im Fürstentum Liechtenstein,
- die Wahrung und Stärkung der richterlichen Unabhängigkeit,
- die Förderung gerichtsorganisatorischer Reformen sowie
- die Unterstützung und Vertretung der ideellen, materiellen und sozialen Interessen der Richterschaft.

Als Mittel zur Erreichung des Vereinszweckes dient u. a. insbesondere die Herausgabe der Liechtensteinischen Juristenzeitung (LJZ). Die Vereinigung Liechtensteinischer Richter ist u. a. Mitglied der Internationalen Richtervereinigung. Präsident der Vereinigung ist derzeit Jürgen Nagel (Senatsvorsitzender des Obergerichtes).

## Zitierweise
Beiträge und Urteile die in der Liechtensteinischen Juristenzeitung veröffentlicht bzw. besprochen werden, werden (wie auch bei anderen Zeitschriften) üblicherweise folgendermaßen zitiert:
- Beitrag/Aufsatz/Urteil/Mitteilung/etc., LJZ oder aus der Entscheidungssammlung LES Jahr, erste Seite des Beitrags/Urteils/Mitteilung/etc. Wird auf eine spezielle Seite innerhalb eines Beitrags/Aufsatzes/Urteils/etc. verwiesen, so wird diese in eckiger Klammer angehängt.
- Beispiel Urteil des Staatsgerichtshofes: StGH, LES 2009, 229 [251].
- Bei Bedarf kann auch der Autor des Beitrags bzw. Aufsatzes vorangestellt werden. Beispiel: Anton Schäfer, Die Prozesskostensicherheit – eine Diskriminierung? LJZ 2006, 17 ff.